# Mass Effect 3
A Mass Effect 3 egy, a BioWare által fejlesztett, és az Electronic Arts által kiadott multiplatform akció-szerepjáték, mely 2012-ben jelent meg Windowsra, Xbox 360-ra, PlayStation 3-ra, valamint WII U-ra. A játék a Mass Effect-sorozat harmadik, egyben befejező epizódja. A játék a Tejútrendszerben játszódik 2186-ban, ahol a civilizációt egy félig organikus, félig szintetikus gigantikus lények, a Kaszások támadása fenyegeti. A sztori Shepard parancsnok történetének lezárása is, aki ezúttal galaxis-szerte próbál szövetséget kovácsolni, hogy a fajok együttes erővel vehessék fel a harcot, saját megmaradásuk érdekében.
Ez az epizód, ellentétben az előző kettővel, nem jelent meg hivatalos magyar fordítással, de hosszú idő után elkészítették a nemhivatalos fordítást, az előző részek szellemében, az összes DLC-hez is.
A programot mind a játékosok, mind a kritika alapvetően jól fogadta, főként az ábrázolásmód, az érzelmi mélységek, a fejlettebb harcrendszer, a zene és a szinkronhangok miatt. Komoly kritikát kapott azonban a befejezés, annak rajongók által sérelmezett kidolgozatlansága képében. Később a BioWare kiadta az Extended Cut-ot, amely kibővítette a lehetséges befejezéseket. A program több díjat is nyert, 2021-ben pedig a "Mass Effect: Legendary Editon" keretében újra kiadták. 2017-ben a spin-off epizódban tekinthető "Mass Effect: Andromeda" követte.

## Játékmenet
A Mass Effect 3 egy harmadik személyű nézetből irányítható akció-szerepjáték, melyben Shepard parancsnokot irányíthatjuk. Shepard neme, kinézete, katonai múltja, harci tréningje, és keresztneve szabadon variálható. Hat különböző karakterosztály választható, mely az egyes képességek használhatóságát befolyásolja. Karakterünk küldetések teljesítéséért tapasztalati pontokat kaphat, melyek segítségével szintet léphet, szintlépésekkor pedig fejlesztheti egyes tulajdonságait.
A Mass Effect 3, hasonlóan a Mass Effect 2-höz, biztosítja az előző részből a mentések áthozatalát. Sőt, ez akár a Mass Effect-ig visszamenően is történhet, azaz az előző két játék során hozott döntéseink jelentős mértékben befolyásolhatják a harmadik rész eseményeit. Akiknek nem volt ilyen mentése, azok a fejlesztők által alapértelmezettnek tekintett történetet játszhatják végig, és bár ezúttal nincs összefoglaló képsor arról, mi történt az eddigiekben, az új játékosok is hamar bele tudnak rázódni a sztoriba. A főszereplő karaktere testreszabható, még áthozott mentés esetén is. Akárcsak a második részben, úgy itt is adott a lehetőség, hogy a befejezés után tovább lehessen játszani, mégpedig egy New Game+ játékmóddal, amelyben elölről kezdhetjük a játékot, néhány bónusszal.
A játékot háromféle módon lehet végigjátszani. Az akció-mód esetében a párbeszédek automatikusak, a harc pedig normál nehézségű. A történetmódban a párbeszédek választhatóak, a harc pedig érezhetően könnyebb. A szerepjáték-módban pedig az előző részekhez hasonló beszélgetési- és harcrendszer látható. A klasszikus szintlépési rendszert kettéosztották: egyfelől a fegyvereinket tudjuk különféle eszközökkel fejleszteni, másrészt pedig szintlépéskor megmaradtak a képzettségpontok, amelyek azonban kevesebb, de változatosabb tulajdonságra oszthatóak el. Adott pontszám megléte után választanunk kell specializációt, de két lehetőség közül csak az egyiket áll módunkban fejleszteni. Ezúttal nem áll módunkban minden fegyvert magunkkal cipelni, mert a karaktereknek teherbírása is van, tehát egy nehezebb, de erősebb fegyver kiszoríthat akár kettő másikat is.
Az egyes helyszínek közötti utazásra továbbra is a Normandia SR-2 nevű űrhajóval van lehetőség, mégpedig egy csillagtérképen. Akárcsak az előző epizódokban, itt is lehetőségünk van különféle csillagrendszerekbe utazni és nyersanyagok után kutatni, viszont egyes rendszereket a Kaszások már megszállás alatt tartanak, és ez látható is a térképen. A bolygók szkennelése kicsit másként történik: ezúttal maga a Normandia ad ki magából jeleket, és ha a közelben van valamilyen érdekesség, akkor az azonnal megjelenik. Vigyáznunk kell, mert ha túl sokat szkennelünk, akkor azzal magunkra vonjuk a Kaszások figyelmét, akik üldözőbe vesznek minket és el kell előlük menekülnünk. Az egyes helyszíneken lehetőségünk van küldetéseket teljesíteni, és a korábbi epizódokkal ellentétben nem különítik el a fő- és mellékküldetéseket. A fő célunk az effektív katonai erő (EMS) minél nagyobbra tornázása, hogy felkészülhessünk a végső ütközetre. Az EMS két mérőszámból tevődik össze: a katonai erő (TMS) és a felkészültség (RR) a részei. A katonai erő úgynevezett harci eszközök (war assets) gyűjtésével nőhet, amelyekbe beleszámítanak az első két játék alatt teljesített küldetések értékei is. A felkészültség a többjátékos mód használatával növelhető.
Ezúttal is vannak csapattársak, ám kevesebben vannak, mint korábban, ugyanakkor a köztük lévő kötődés is erősebb lett. Érdekesség, hogy a homoszexualitás is megjelenik, több téren is. Amennyiben pedig az első és a második részben más-más személlyel kerültünk közelebbi kapcsolatba, most választanunk kell kettejük közül.
A harcrendszer is átalakításra került az akcióközpontúság jegyében. Mmost már nincs szükség a fedezékek mögé guggolás lehetőségét keresni, mert számtalan egyéb fedezék illetve pozíció segít a harcban. Emellett használhatóbb sprintelés és a létrák használatának a lehetősége is bekerült, valamint ki lehet lőni a falak mögül és eltalálni az ellenségek bizonyos testrészeit. Bevezetésre került egy nanopenge is, melynek segítségével a közelharc is átalakult: az ellenségek fellökhetők, levághatók, vagy egyetlen mozdulattal ketté is döfhetők. Maguk az ellenségek is megváltoztak: jóval több lett a nehezebben leküzdhető egységek száma, emellett csapatban, taktikusan támadva rohamoznak, sőt képesek ágyútornyokat építeni és újjáépíteni, ha úgy hozza a helyzet.
A beszélgetések során a különféle választási lehetőségek egy tárcsán jelennek meg. A beszélgetés során adott válaszok segítségével lehetünk pozitív (Példakép) vagy negatív (Renegát) típusú személyiségek. Kommunikáció segítségével karakterünk barátságokat is kialakíthat, sőt romantikus kapcsolatokat is. Adott esetben előfordulhat, hogy egy konkrét párbeszéd közben vághatunk közbe Példakép vagy Renegát módon, a megfelelő gomb megnyomásakor, amikor az a képernyőn felvillan. Döntéseinknek néha komoly következményei lehetnek, olyan helyzetbe is kerülhetünk, amikor döntenünk kell két választási lehetőség között, és mindenképpen valaki hátrányára.
Egy fontos újítás, hogy megjelent a "Galaxy At War" névre hallgató többjátékos mód. Itt három másik játékos segítségével teljesíthetünk küldetéseket, például ellenséges bázisokat foglalhatunk el. A harcok, ha csak kis mértékben is, de befolyással lehetnek az egyjátékos módra. Háromféle faj: a Kaszások, a gethek és a Cerberus ellen lehet küzdeni, négyféle nehézségi szinten. Általában tíz, egyre erősödő hullámban jönnek az ellenségek, és ezek során nagymértékben megkönnyíthetik a játékosok egymás dolgát, ha a pályákon elszórtan található eszközökkel kezdenek valamit. Mindehhez saját karaktert kell generálni, amely lehet batáriai, drell, ember, krogan, kvarián, szalári, turián, geth, és vorcha. Minden faj egyedi képességekkel rendelkezik, a maximálisan elérhető szint pedig a 20-as. Az egyjátékos móddal ellentétben csak kétféle fegyver lehet nálunk, amelyet ráadásul cserélni is nehezebb. Emellett minden osztály egyszerre csak háromféle képzettséget fejleszthet.

## Cselekmény
A Mass Effect-trilógia a XXII: században játszódik a Tejútrendszerben, ahol lehetséges a csillagközi utazás, különleges eszközök, úgynevezett tömegrelék segítségével, melyeket a közvélekedés a rég kihalt protheánokhoz kapcsol. A galaxis nagy részét a Fellegvárban székelő Tanács irányítja.
A játék 2186-ban kezdődik, hat hónappal a Mass Effect 2 eseményei után. A galaktikus közösség a Kaszások visszatérésétől retteg: ezek az óriási, tintahalszerű űrhajókhoz hasonló formát öltő szintetikus-organikus hibrid lények bizonyos időközönként visszatérnek és kiirtanak minden értelmes létformát a galaxisban, génjeik segítségével egy hozzájuk hasonló gépet kreálnak, majd visszahúzódnak a mélyűrbe, egy újabb ciklus erejéig. Emellett számtalan feszültség van jelen: a kroganok a kipusztulás szélén állnak, miután a szaláriak által kifejlesztett és a turiánok által elterjesztett reprogátló akadályozza a szaporodásukat. A kvariánok elhatározták, hogy visszafoglalják otthonukat a gethektől, a Cerberus pedig, amely az emberi felsőbbrendűséget hirdeti, visszatér régi jól bevált módszereihez.
A második rész utolsó letölthető DLC-je, az "Arrival" során Shepard batáriai területre utazik, hogy megmentse Dr. Amanda Kenson titkosügynököt, s ekkor döbbenten szembesül vele, hogy a Kaszások már úton vannak. Hogy késleltesse érkezésüket, Shepard elpusztít egy tömegrelét, de ezzel háromszázezer batáriait is megöl. Ezen döntése miatt 2186-ban a Földre idézik, hogy tárgyaláson felelhessen tettéért.
Vancouver városában kerülne sor az eseményre, ám a Kaszások meglepetésszerű támadással behatolnak a Naprendszerbe, és ostrom alá veszik a Földet. Anderson admirális segítségével sikerül eljutnia a Normandiáig, s míg az admirális nekilát a földi ellenállás megszervezésének, Shepardöt elküldi a Fellegvárba, hogy segítséget kérjen. Ám még mielőtt útra kelne, Hackett admirális kérésére a Marsra látogat, ahol annak idején megtalálták a protheán jeladót, s úgy tűnik, más is előkerült. Legnagyobb megdöbbenésére először a Cerberus tökéletesített ügynökeivel kell összecsapnia, majd találkozik egykori csapattársával, Liara T'Soni-val, aki állítólag talált egy tervrajzot is egy kódolt üzenetben. A tervrajz egy fegyvert ábrázol, mellyel a Kaszásokat talán meg lehet állítani. Még távozása előtt a Rejtőző Fickó is beköszön hologramon keresztül, közölve, hogy a célja nem más, mint uralni a Kaszásokat a fegyver segítségével.
Ezután Shepard a Fellegvárba tart, de ott hiába is számítana segítségre. Minden egyes fajnak meggyűlt a baja a Kaszásokkal, és inkább ők várnak el segítséget. Shepard rájön, hogy ha segít nekik, azzal értékes szövetségeseket szerezhet, és a saját gondjuktól megszabadult fajok a legnagyobb támadást elszenvedni kénytelen emberiség segítségére siethetnek. Közben Hackett admirális emberei elkezdik tervezni a "Crucible" néven ismert protheán fegyvert a tervrajzok alapján.
Shepard első feladata a krogan-szalári-turián konfliktus feloldása, amely a krogan születésszabályozó reprogátló vírus miatt zajlik. Előbb megmenti a turiánok vezetőjét, aki segítséget kér a kroganoktól a bolygójuk, a Palaven megmentéséhez. A kroganok viszont csak akkor segítenek, ha meggyógyítják őket. Shepardék a Sur'Kesh bolygóra utazva megtalálják az ellenszert, melyet egy Eve névre hallgató, termékeny krogan nőstény segítségével dolgoztak ki, és azt szétterítve a Tuchanka bolygón meg tudnák őket gyógyítani. Ám még mielőtt mindez megtörténhetne, a szalárik felveszik a kapcsolatot vele és közlik, hogy a berendezést szabotálták, és csak akkor ígérnek támogatást a harcban, ha ez így is marad. Shepard választás elé kerül: vagy a kroganoknak segít, egy szalári tudós (opcionálisan Mordin Solus) önfeláldozásával, vagy a szaláriknak kedvez. De be is csaphatja a kroganokat és ezzel mindkettejük támogatását megszerzi.
Ezt követően a kvariánok és a gethek közt fennálló háború végnapjaiba kell beavatkoznia: előbb felszabadítja a getheket a Kaszások uralma alól, majd felfedez a Rannoch bolygón (a kvariánok őshazájában) egy bázist, amellyel meggyengítheti őket. Shepard újra választás elé kerül: a vele szövetséges gethek ugyanis a Kaszások technológiájával akarják feljavítani saját magukat, melynek köszönhetően végre szabad akaratuk lehetne, de ez egyben a kvariánok végét jelentené. Mivel átmenetileg meggyengültek, Shepard a kvariánokat is támogathatja, hogy kiirtsa a getheket. Végül mondhatja azt is, hogy a két nép közt tűzszünetet rendel el.
Ezután az aszári anyabolygón, a Thessián kell harcolnia a Kaszásokkal, ahol található egy Katalizátor néven emlegetett második eszköz, amely szükséges ahhoz, hogy a "Crucible" működjön. Mielőtt azonban megszerezné a szükséges információkat, megérkezik a Cerberus (a korábbi részekből ismert, terroristának nyilvánított szervezet, mely az emberiség érdekeit helyezi előtérbe) és ellopja azt. Shepardnek így be kell hatolnia a főhadiszállásukra, és végeznie kell kettes számú vezetőjükkel, Kai Leng-gel. A Rejtőző Fickó azonban kicsúszik a kezei közül. Az információk birtokában rájön, hogy a keresett katalizátor a Fellegvár, a Rejtőző Fickót pedig a Kaszások indoktrinálták, akárcsak annak idején Sarent. Sajnos emiatt a Rejtőző Fickó elárulta a Fellegvár igazi funkcióját, így a Kaszások elvitték azt a Föld közelébe, hogy megvédhessék.
Hackett admirális vezetésével ez egyesített flották támadásba lendülnek, hogy visszaszerezzék a Fellegvárat. Közben Shepard Londonban küzd, ahonnét egyenesen feljuthat a Fellegvárba. Újra találkozik Andersonnal, és már-már úgy tűnik, sikerrel járnak, amikor a Hírnök, a Kaszások vezetője közbelép. Csak ő és Anderson tudnak, súlyosan sérülten, feljutni a Fellegvárba, ahol már várja őket a Rejtőző Fickó. Bár sikerül őt megállítaniuk, Anderson végül meghal. Shepard - minden sérülése ellenére - végül eljut a Fellegvár magjába, ahol egy mesterséges intelligencia várja őt, gyerek képében. A rendszer önmagát azonosítja a Katalizátorként és a Kaszások teremtőjeként. Elárulja, hogy a ciklus arról szól, nehogy az organikus élet elpusztítsa magát azáltal, hogy megteremti a szintetikus életet. Véleménye szerint ugyanis a teremtett lények előbb-utóbb úgyis végeznek a teremtőjükkel. Ezért aztán amint elérnek egy bizonyos fejlettségi szintet, a civilizációknak ki kell pusztulniuk, de genetikai kódjuk egy Kaszásba kódolva fennmarad, s utána a körforgás az újabb primitív fajok felemelkedésével újra elkezdődik.
Mivel a Katalizátor elvesztette a hitét abban, hogy a Kaszások képesek lennének ismét beteljesíteni küldetésüket, választás elé állítja Shepardöt. Vagy végez a Kaszásokkal (de ezzel együtt minden szintetikus életformával), vagy az irányítása alá vonja őket akként, hogy Shepard tudata lesz az új intelligencia, ami a Katalizátor helyébe lép, vagy pedig egyesíti az organikus és szintetikus lényeket. Mindhárom választás vége Shepard halála és a tömegrelék megsemmisülése, de csapattársai megmenekülnek. A játék legeslegvégén egy bejátszásban egy ismeretlen helyszínen egy nagypapa meséli el unokájának Shepard legendáját a távoli jövőben.

### Extended Cut
Rajongói felháborodások miatt később módosítottak a játék befejezésén egy ingyenesen letölthető DLC-vel. Eszerint a tömegrelék nem pusztultak el, csak súlyosan megsérültek. Emellett a három befejezés új, narrációs képsorokat is kapott, és megtudhatjuk a többi szereplő sorsát is. Elég magas effektív katonai erővel egy bónusz bejátszáson a Shepardre emlékező bajtársakat is láthatjuk. Emellett egy negyedik befejezés is elérhetővé vált, melynek lényege, hogy Shepard nem csinál semmit (illetve végez a Katalizátorral). Ennek eredménye a Kaszások győzelme lesz, s vele együtt a ciklus vége - majd a következő képsoron már egy új, felemelkedő civilizáció látható, amely megtalálja a játék során Liara által elhelyezett jeladók egyikét, az így kapott információ segítségével sikeresen veszi fel a harcot a Kaszásokkal és végül győzedelmeskedik felettük.

## Karakterek
- Shepard parancsnok: a játék főhőse, aki ebben az epizódban azon munkálkodik, hogy a galaxis fajait egységbe állítva, megoldva problémáikat, a Kaszások ellen vezesse. Shepard férfi alakjában szinkronhangja Mark Meer, nőként Jennifer Hale.
- James Vega: az Emberek Szövetségének tengerészgyalogosa. Hite megrendült magában egy régi bevetés következményeként, amikor a rossz döntése miatt telepesek estek a Begyűjtők áldozatául. Később, akárcsak Shepard, ő is meghívást kap a különleges N7 kiképzőprogramba. Szinkronhangja Freddie Prinze Jr.
- Liara T'Soni: aszári tudósnő és Árnyékbróker, aki az első epizódban már volt választható karakter, most pedig visszatér, hogy felfedezéseivel segítse az ellenállást. Szinkronhangja Ali Hills.
- Garrus Vakarian: turián katona, aki népe védelmében harcol a Kaszások ellen. Ha a Mass Effect 2 során a karakter nem élte túl az öngyilkos küldetést, akkor nem szerepel a játékban. Szinkronhangja Brandon Keener.
- EDI: a Normandia mesterséges intelligenciája, aki ezúttal már el tudja kísérni a csapatot küldetéseik során, miután szert tesznek egy erre alkalmas mesterséges testre. Szinkronhangja Tricia Helfer.
- Javik: protheán katona, fajának utolsó élő példánya, aki az Éden Egyesen volt hibernálva. Általa sok mindent tudhatunk meg a civilizációjukról, ami sokszor kiábrándító a többiek számára. A "From Ashes" kiegészítővel kerül be a játékba. Szinkronhangja Ike Amadi.
- Ashley Williams: az Emberi Szövetség katonája, akit az eltelt időben előléptettek főhadnaggyá és számos küldetést teljesített. Csak akkor jelenik meg a játékban, ha túlélte az első részben a küldetést a Vermáron. Az első küldetés során a Marson csúnyán megsérül, és amíg lábadozik, felajánlják neki is a Fantom státuszt. A játékos dönthet úgy is, hogy Ashley csatlakozzon inkább Hackett admirálishoz, ez esetben a továbbiakban nem játszható karakter. Szinkronhangja Kimberly Brooks.
- Kaidan Alenko: az Emberi Szövetség katonája, különleges biotikus képességekkel, mostanra már őrnagy. Csak akkor szerepel a játékban, ha ő volt az, aki túlélte a küldetést az első részben a Vermáron, és ez esetben ő lép Ashley helyébe - ő sérül meg és neki ajánlják fel a Fantom státuszt. Amikor a Cerberus megtámadja a Fellegvárat, konfliktusba kerül Sheparddel, és ennek során meghalhat vagy éppen hátramaradhat, hogy szervezze az ellenállást. Ezen esetek valamelyikében a továbbiakban már nem választható karakter. Szinkronhangja Raphael Sbarge.
- Tali'Zorah vas Normandy: kvarián mérnök, Shepard egyik legrégebbi csapattársa. Csak akkor szerepel a játékban, ha túlélte az öngyilkos küldetést a második rész végén, ha nem, akkor két másik karakter tölti be a szerepét. Akkor lesz újra a csapat tagja, amikor ő és Shepard találkoznak, mikor a kvariánok épp anyabolygójukat, a Rannochot igyekeznek visszaszerezni a gethektől. Ha a küzdelemben végül a gethek pártjára állunk, azok végeznek teremtőikkel, és Tali elkeseredésében öngyilkos lesz, ezután pedig már értelemszerűen nem választható karakter. Szinkronhangja Ash Sroka.
- Jeff "Joker" Moreau: a Normandia pilótája. Nem választható karakter, a küldetések között van szerepe. Idővel különös romantikus kapcsolatba kerül EDI-vel. Szinkronhangja Seth Green.
- David Anderson: szövetségi admirális, aki a játék kezdetén a Földön van és ott is marad, amikor megérkeznek a Kaszások, hogy szervezze az ellenállást. Küldetések között kommunikálhatunk vele, illetve a játék legvégén lesz fontos szerepe. Szinkronhangja Keith David.
- Hackett admirális: a Szövetség magas rangú tisztje, az ellenállás egyik vezető alakja, aki rendszerint a további küldetéseket adja meg nekünk. Szinkronhangja Lance Henriksen.
- A Rejtőző Fickó: a Cerberus mögött álló titokzatos alak, aki ezúttal azon mesterkedik, hogy a Kaszások technológiáját megkaparintva átvegye felettük az uralmat. Emellett folyamatosan feszültséget szít a fajok között. Szinkronhangja Martin Sheen.
- Kai Leng: a Cerberus bérgyilkosa, egykori szövetségi katona, aki a Fantomokhoz hasonlóan erős és veszedelmes. Szinkronhangja Troy Baker.

A történet során találkozhatunk a korábbi részekből ismert karakterekkel is, feltéve, ha azok túlélték az öngyilkos küldetést a második epizód végén.
- Miranda Lawson: miután otthagyta a Cerberust, menekülni volt kénytelen előlük, és sokáig ezért nem is fedte fel, hol tartózkodik. Továbbra is azon van, hogy megvédje húgát apjuktól, egy küldetés erejéig kapcsolódhatunk be ebbe. Szinkronhangja Yvonne Strahovski.
- Jacob Taylor: miután ő is otthagyta a Cerberust, megismerkedett egy tudósnővel, akinek a kérésére olyan tudósokat védelmez, akik szintén a szervezetből dezertáltak. Egy küldetés során segíthetünk neki abban, hogy megmentse őket.Szinkronhangja Adam Lazarre-White.
- Mordin Solus: a kroganok beépített embereként segít megoldást találni a reprogátló problémájára a termékeny krogan nőstény. Eve segítségével. Az ellenszer terjesztése során feláldozhatja önmagát a küldetés sikeréért, de ha se Wrex, se Eve nem él, ő életben maradhat és tovább segítheti az ellenállást. Ha az öngyilkos küldetés során életét vesztette, Padok Wiks lép a helyébe. Szinkronhangja William Salyers.
- Urdnot Wrex: krogan hadúr, a játék idejében népének nagy vezetője, aki a fajának jövője érdekében gyógymódot keres a reprogátlóra. Ennek során futhatunk vele össze egy küldetéssorozat során. Ha eláruljuk a népét, később megpróbál minket megölni, de ha tényleg segítünk, akkor ő maga is ott lesz az ellenállásban. Ha nem élte volna túl az első részben a vermári küldetést, vagy fel se vettük csapattársként, akkor testvére, Urdnot Wreav lép a helyére. Szinkronhangja Steven Barr.
- Jack: az eltelt időben megváltoztatta a külsejét, majd a Grissom Akadémián kezdett el tanítani fiatal biotikusokat, és nagyon törődő a tanítványaival. Egy küldetés erejéig segíthetünk neki visszaverni az őket ért támadást. A dossziéja alapján a valódi neve Jacqueline Nought. Szinkronhangja Courtenay Taylor.
- Baka: immár a kroganok megbecsült tagja, az Aralakh társaság vezére. Az Utukku bolygón teljesíthetünk vele egy küldetést, ahol eltűnt emberek után kutatnak. Ha a karakter nem élte volna túl az öngyilkos küldetést, egy másik szereplő, Urdnot Dagg lép a helyébe. Szinkronhangja Steven Blum.
- Thane Krios: a drell bérgyilkos már betegsége végstádiumában jár, és emiatt a Fellegvárban tölti ideje nagy részét, így kerülhetünk vele többször is kapcsolatba. Szinkronhangja Keythe Farley.
- Samara: az aszári igazságosztó most a két lányát igyekszik megvédeni a Kaszások támadásaitól, ennek során kell segítenünk neki. A Lesuss bolygón történtek hatására öngyilkos is lehet, de ha nem, akkor később is segít nekünk. Amennyiben a második részben a lányával való összecsapáskor megöltük őt, úgy most Morinth lép a helyére, de ő nem jelenik meg egyetlen küldetés során, mert rejtőzködik. Ő csak az utolsó küldetés során jelenik meg, mint a Kaszások által átalakított élőhalott. Samara szinkronhangja Maggie Baird.
- Légió: ha Shepard korábban eladta őt a Cerberusnak, akkor ellenségként jelenik meg az egyik küldetés során. Ha nem, úgy a kvariánokkal szembeni háborúban próbálja a gethek Kaszásokkal együttműködő részét megállítani, majd segíteni népén. Ennek kimenetelétől függően öntudatra ébredhet, vagy önfeláldozhatja magát. Ha nem élte túl az öngyilkos küldetést, akkor a helyére egy Geth VI lép. Szinkronhangja D.C. Douglas.

## Fejlesztése
Akárcsak az első két rész, ez is Casey Hudson felügyelete alatt készült, viszont azokkal ellentétben a Microsoft Game Studios-nak már nem volt hozzá semmi köze. A fejlesztés már a Mass Effect 2 vége felé elkezdődött. Mivel a játékot olyan konzolokra is fejlesztették, amelyek akkor már az élettartamuk vége felé jártak, a fő hangsúly az optimalizáción volt a technikai újítások helyett. Meghallgatták a rajongói észrevételeket is: a játékosok sokat panaszkodtak például a szerepjátékos elemek túlegyszerűsítésére, ezért ezúttal kibővítették. Fontos szempont volt még az is, hogy azok, akik új játékosként csak most csatlakoznak be, könnyedén megbarátkozhassanak a programmal.
Az egyik legfontosabb cél a harcrendszer tökéletesítése volt. Ennek érdekében az ellenfelek animációja és változatossága is megnőtt, továbbá az egyes ellenféltípusok ellen különféle stratégiák működtek. Bizonyos esetekben váratlan események is bekövetkezhetnek, amelyek csökkentik a harc kiszámíthatóságát.
Míg az első részben 20 ezer, a másodikban pedig 25 ezer sor párbeszéd volt, ez a harmadik részre 40 ezerre nőtt. Mivel ehhez rengeteg szinkronszínészre is szükség volt, lehetetlen volt, hogy mind egyszerre legyenek egy helyen. Emiatt távolról kellett dolgozniuk, és ez megnehezítette a pontos intonáció és a hangerő meghatározását. Egy saját fejlesztésű eszközzel, az Intensity Volume Matrix-szel lettek ezen úrrá, amely kiemelt minden sort és meghatározta az ahhoz szükséges tónust is.
Jack Wall, aki az első két zenéit szerezte, ezúttal nem tért vissza, hanem helyette Clint Mansell került be. Ebben a részben egyensúlyt próbáltak találni az első rész szintetikus és a második rész nagyzenekari jellegű betétdalai közt.
A fejlesztéssel megcsúsztak, így az eredetileg tervezett 2011 végi megjelenés helyett 2012 tavaszára tették azt át. Emiatt kellett kompromisszumokat kötniük, például így lett Javik karaktere egy külön DLC szereplője.
Drew Karpyshyn, aki az első két részt írta, most nem tudott részt venni a munkálatokban, mert a "Star Wars: The Old Republic"-on dolgozott. Helyette Mac Walters lett a vezető író, aki Casey Hudsonnal együtt dolgozva írt egy rövid narratívát, melyben helyet kaptak a cselekmény kulcsfontosságú pontjai. A különféle kimenetelek miatt, melyek az előző két résszel való kapcsolat miatt is lényegesek voltak, rengeteg variációt meg kellett írniuk, voltak azonban olyan történések, amelyeket fixre írtak meg annak érdekében, hogy a játék végigjátszása során maradjanak azért állandó pontok.
A korábbi részekhez képest merészebb volt a program a szexualitás terén. Lehetőség nyílt homoszexuális kapcsolatokra is bizonyos karakterekkel, például Kaidan Alenkót visszamenőlegesen biszexuálissá tették ennek érdekében. Egynemű kapcsolatra tisztán meleg karakterekkel két esetben is lehetőség mutatkozik, Shepard nemétől függően: Steve Cortezzel vagy Samantha Traynorral.
2011 novemberében a játék privát bétája kiszivárgott az Xbox Live-ra, ezért több dolgot az utolsó pillanatban meg kellett változtatni.

## Kiegészítők

### Tartalombővítés
- From Ashes: egy protheán eredetű ereklye utáni kutatás közben kiderül, hogy fajuk utolsó tagja még mindig életben van. Két új küldetés, egy új karakter (Javik), egy gépfegyver és néhány apróság került bele (2012. március 6.)
- Extended Cut: a befejezést alakítja át jelentősen új bejátszásokkal és epilógusokkal (2012. június 26.)
- Firefight Pack: hét új fegyver (2012. augusztus 7.)
- Leviathan: egy bónuszküldetés keretében egy szuperfegyvert keres Shepard és csapata, amellyel megállíthatják a Kaszásokat, de ennél még többet is találnak (2012. augusztus 28.)
- Groundside Resistance Pack: hét új fegyver (2012. október 16.)
- Alternate Appearance Pack 1: egy új páncél és három csapattag új öltözete (2012. november 20.)
- Omega: Shepard segítségét kéri régi ismerőse, Aria T'Loak, hogy visszafoglalhassa az Omega őrállomást. Öt új küldetés, két új fegyver és pár apróság került be (2012. november 27.)
- Citadel: ez a könnyed, már-már komikus hangvételű kiegészítő egy személyiségtolvajról szól, aki megkeseríti Shepard életét. Több kisebb küldetés, minijáték és fegyver mellett a legnagyobb hangsúly a karakterek közti interakción van (2013. március 5.)
- Mass Effect: Genesis 2: bevezető képregény azok számára, akik a harmadik résszel játszanak először (2013. április 2.)

### Promóciós tartalmak
- AT-12 Raider (Origin-en előrendelőknek)
- M-55 Argus (előrendelőknek)
- M-90 Indra (az Alienware-től vásárolható kóddal)
- Chakram Launcher (a "Kingdoms of Amalur: Reckoning" demójának végigjátszóinak)
- Reckoner Knight páncél (a "Kingdoms of Amalur: Reckoning" demójának végigjátszóinak)
- N7 Warfare Gear (GameStop-előrendelőknek)
- N7 Collector's Edition Pack (a Digital Deluxe Edition és az N7 Collector's Edition vásárlóinak)

### Többjátékos bővítések
- Resurgence Pack
- Rebellion Pack
- Earth
- Retaliation
- Reckoning

## Kritikák
Megjelenésekor általánosságban jól fogadta a kritika. Kiemelték, hogy méltó lezárása a trilógiának, története pedig jól kidolgozott és érzelemteli. Ugyancsak pozitív kritikákkal illették a harcrendszert és a többjátékos módot, megjegyezve, hogy azért bosszantó hibák is maradtak benne. A zenét is sok dícséret illette, mint olyan elemet, amely az atmoszféra megteremtésének fontos része.

### Botrányok

#### A befejezés körüli botrány
A legnagyobb vihart kétségtelenül a befejezés kavarta. Ennek során a játékosnak lényegében háromféle választási lehetősége volt, de lényegében teljesen irrelevánsnak tűnt a választás, ugyanis mindegyik esetben ugyanaz történt: a "Crucible" aktiválásával energiahullám csapott át a galaxison, keresztül a tömegreléken, amelyek súlyosan megsérültek, majd miután utolérte a Normandiát, az becsapódott egy távoli bolygón. Az egyetlen különbség ennek az energiahullámnak a színe volt.
Mint utóbb kiderült, a fejlesztők többféle befejezést is megfontoltak alternatív lehetőségként. Az egyik első koncepció a sötét energiát (a játék egyik esszenciális elemének, a nulladik elemnek a forrását) választotta alapul, eszerint a Kaszások azt próbálták volna megakadályozni, hogy a biotikus energiák használata miatt az univerzum ne haladjon egyre gyorsabban a hőhalál felé (vagy éppen ne kulminálódjon az egész egy Nagy Reccsben). A cselekményben vannak is arra nézve utalások, hogy a Fellegvár népei és a Kaszások talán együtt küzdenek valamilyen, a sötét energia által okozott anomália ellen, de ez a koncepció végülis kezdetleges maradt és annyiban hagyták. Hasonlóképpen elvetett ötlet volt a Kaszás Királynő, amely a Fellegvárban rejtőzött volna - ez a végső változathoz nagyon hasonló választási lehetőségekkel járt együtt.
Volt olyan ötlet, hogy a játék legvégén a gonosszá váló Sheparddel, aki Kaszás technológiával módosíttatta a testét, Kaidan Alenko vagy Ashley Williams küzd meg a végjátékban (hogy pontosan ugyanaz történjen vele, mint Sarennel); esetleg a Rejtőző Fickó vált volna valamilyen Kaszás szörnyszülötté, mint főellenség. Volt egy egészen komoly fázisig eljutó ötlet, miszerint a tömegreléken keresztül átcsalogatott Kaszásokra rárobbantották volna az eszközöket, így pusztítva el őket. Mivel innentől kezdve az összes civilizáció el lett volna vágva egymástól, máris megvoltak az alapjai egy új trilógiának.
Egy későn bedobott ötlet szerint a Crucible egyfajta csodafegyver lett volna, amely a magas rendszámú atomokból álló anyagokat semmisítette volna meg: a Kaszásokat, a teremtményeiket, és magát Shepardöt is.
Ezekhez képest a végső befejezés kiábrándító volt és nagy felháborodást okozott. 2012 márciusának közepén "Retake Mass Effect" címmel kampányt indítottak egy jobb befejezésért - ezalatt jótékonysági céllal 80 ezer dollárt is gyűjtöttek. Egy vásárló bepanaszolta a BioWare-t a Szövetségi Kereskedelmi Bizottságnál is, azt állítva, hogy a cég hazudott, amikor azt mondta, hogy a befejezést teljes egészében a játékos formálhatja. Ebből végülis nem lett ügy, mert megállapítást nyert, hogy bár csalódást keltő, de mégis elég változatos volt a befejezés.
A felháborodás elég nagy volt ahhoz, hogy a BioWare már áprilisban megígérje, hogy kiad egy bővítést. Ez végül június 26-án jelent meg, és bár nem változtatta meg drasztikusan a befejezést, a rajongók által problémásnak tartott ellentmondásokat igyekezet feloldani. Így például a tömegrelék pusztulását vagy a Kaszások mögött álló mesterséges intelligencia motívumait. Mindegyik befejezés kapott új bevágásokat és egy epilógust, amelyből a karakterek és fajok további sorsa is megismerhető volt, a korábbi döntéseink függvényében. Bekerült egy negyedik befejezési lehetőség is, mely szerint Shepard nem csinál semmit, és ezzel végül a Kaszások győzedelmeskednek ebben a ciklusban is.
Egyes rajongói elméletek szerint Shepard már a trilógia kezdetétől fokozatosan indoktrinálva volt, egészen attól a pillanattól fogva, hogy megérintette a protheán jeladót az Éden Egyesen. Amikor a Hírnök eltalálta az energianyalábbal, onnantól mindent hallucinált, és a befejezés tulajdonképpen arról szól, hogy ellen tud-e állni az agymosásnak. Emiatt pedig csak egyetlen jó befejezés létezhetett: az elpusztítás.

#### Egyebek
Több rajongó szóvá tette a Shepard karakterével megvalósítható azonos nemű kapcsolatokat is, azt, hogy a "From Ashes" DLC, amely már az első naptól kezdve elérhető volt, azért lett kivágva a játékból, hogy plusz pénzért eladhassák, hogy Jessica Chobot játékújságírót berakták a játékba egy Diana Allers nevű karakter képében, hogy Tali arcát végül egy interneten is fellelhető stock fotó formájában mutatták meg, és hogy az interneten szavaztatták meg, hogy az áttervezett női Shepard végül hogy nézzen ki.